# بریتنی ۲.۰ (ئی‌پی)
بریتنی ۲٫۰ (انگلیسی: Britney 2.0) یک آلبوم چندآهنگه (ای‌پی) از بازیگران مجموعه تلویزیونی موزیکال گلی است. این ای‌پی از دومین قسمت برای ادای احترام به بریتنی اسپیرز، خواننده مشهور آمریکایی بود. ای‌پی با شش ترانه و دو مش‌آپ از ترانه‌های اسپیرز برای نخستین آلبوم استودیویی او، ... عزیزم یک بار دیگر (آلبوم) (۱۹۹۹) و هفتمین آلبوم استودیویی او زن افسونگر (۲۰۱۱) آهنگسازی شده‌است.